# Henry Francis Bryan
Henry Francis Bryan, né le 3 mai 1865 à Cincinnati en Ohio et mort le 19 mars 1944, est un homme politique américain. Il est gouverneur des Samoa américaines de 1925 à 1927.